# Luis Molowny
Luis Molowny Arbelo, né le 12 mai 1925 à Santa Cruz de Tenerife et mort le 12 février 2010 à Las Palmas, est un footballeur international (attaquant) et entraîneur espagnol.

## Biographie
Fils d'un ancien joueur du CD Tenerife dans les années 1920, Raúl Molowny, Luis Molowny Arbelo nait dans les îles Canaries. Il commença dans le club où son père a joué, le CD Tenerife, puis au Marino FC. Puis le Real Madrid dès 1946 le recrute.
Au Real, entre 1946 et 1957, il remporte 3 championnats d'Espagne, une coupe Latine, une coupe d'Espagne et une Ligue des champions en 1956. Cela a pour conséquence d'être convoqué en sélection nationale. En tant qu'attaquant, il fut international espagnol à 7 reprises (1950-1955) pour 2 buts.
Il participa à la Coupe du monde de football de 1950, au Brésil. Il ne joua un seul match sur les six de l'Espagne. Il fut titulaire contre l'Uruguay lors du tour final. L'Espagne termina quatrième du tournoi, ce qui constituait la meilleure performance des ibériques en Coupe du monde jusqu'à leur victoire en 2010.
Puis il retourne à UD Las Palmas en 1957. Il joua une saison sans rien remporter.
Il arrêta sa carrière de joueur pour celle d'entraîneur. Pour cela, il commença dans sa région, dans son dernier club UD Las Palmas, entre 1957 à 1970. Il remporta une D2 espagnole en 1964 et fut vice-champion en 1969. Cette année-là, il est nommé sélectionneur de l'Espagne l'espace de 4 matchs (2V, 1N, 1D).
Il fut à quatre reprises entraîneur du Real Madrid (1974, 1977-1979, 1982, 1985-1986). Il remporta deux coupes d'Espagne, trois Liga et deux coupes de l'UEFA (en 1985 et en 1986). Il meurt le 12 février 2010.

## Palmarès

### En tant que joueur
- Championnat d'Espagne de football
  - Champion en 1954, en 1955 et en 1957
- Coupe d'Espagne de football
  - Vainqueur en 1957
- Ligue des champions de l'UEFA
  - Vainqueur en 1956
- Coupe Latine de football
  - Vainqueur en 1955

### En tant qu'entraîneur
- Championnat d'Espagne de football
  - Champion en 1978, en 1979 et en 1986
  - Vice-champion en 1969
- Championnat d'Espagne de football D2
  - Vice-champion en 1964
- Coupe d'Espagne de football
  - Vainqueur en 1974 et en 1982
  - Finaliste en 1979
- Coupe UEFA
  - Vainqueur en 1985 et en 1986